# Barrhead (Schotland)
Barrhead (Schots-Gaelisch: Ceann a' Bharra) is een stadje in de Schotse council East Renfrewshire in het historisch graafschap Renfrewshire. Barrhead ligt ongeveer 12 kilometer van Glasgow.
Barrhead wordt bediend door een station op de Glasgow South Western Line

## Geboren
- Leon King (14 januari 2004), voetballer